# Ivan Turicov
Ivan Georgiev Turicov (bolgár nyelven: Иван Георгиев Турицов) (Pleven, 1999. július 18. –) bolgár válogatott labdarúgó, a CSZKA Szofija játékosa.

## Pályafutása

### Klubcsapatokban
A Litex Lovecs és a CSZKA Szofija korosztályos csapataiban nevelkedett. A CSZKA Szofija csapata több játéklehetőség reményében 2017–18-as szezonra kölcsönbe adta őt Litex csapatának. 2017. július 22-én mutatkozott be a Sztrumszka Szlava csapata elleni bajnoki mérkőzésen. A következő idény felét még a Litex csapatánál töltötte, majd visszatért a CSZKA Szofija csapatához. 2019. február 19-én debütált a CSZKA csapatában a Botev Vraca csapata ellen 2–1-re megnyert találkozón.

### A válogatottban
Többszörös bolgár korosztályos válogatott labdarúgó.  2020. február 26-án mutatkozott be a felnőttek között a Fehéroroszország elleni 1–0-ra elvesztett barátságos mérkőzésen.

## Statisztika

### Klub
2020. március 8-i állapotnak megfelelően.
| Klub          | Szezon   | Osztály       | Bajnokság | Bajnokság | Kupa  | Kupa  | Nemzetközi | Nemzetközi | Összesen | Összesen |
| Klub          | Szezon   | Osztály       | Mérk.     | Gólok     | Mérk. | Gólok | Mérk.      | Gólok      | Mérk.    | Gólok    |
| ------------- | -------- | ------------- | --------- | --------- | ----- | ----- | ---------- | ---------- | -------- | -------- |
| Litex Lovecs  | 2017–18  | Second League | 19        | 0         | 1     | 0     | –          | –          | 20       | 0        |
| Litex Lovecs  | 2018–19  | Second League | 17        | 0         | 0     | 0     | –          | –          | 17       | 0        |
| Litex Lovecs  | Összesen | Összesen      | 36        | 0         | 1     | 0     | 0          | 0          | 37       | 0        |
| CSZKA Szofija | 2018–19  | First League  | 13        | 0         | 3     | 0     | 0          | 0          | 16       | 0        |
| CSZKA Szofija | 2019–20  | First League  | 13        | 0         | 1     | 0     | 3          | 0          | 17       | 0        |
| CSZKA Szofija | Összesen | Összesen      | 26        | 0         | 4     | 0     | 3          | 0          | 33       | 0        |
| Összesen      | Összesen | Összesen      | 62        | 0         | 5     | 0     | 3          | 0          | 70       | 0        |

### Válogatott
| Bulgária | Bulgária        | Bulgária |
| Év       | Pályára lépések | Gól      |
| -------- | --------------- | -------- |
| 2020     | 1               | 0        |
| Összesen | 1               | 0        |

## Külső hivatkozások
- Ivan Turicov adatlapja a Transfermarkt oldalán (angolul)
- Ivan Turicov adatlapja a Soccerway oldalon (angolul)